# Amin El Dib
Amin El Dib (* 1961 in Kairo) ist ein in Deutschland aufgewachsener Fotograf und lebt zurzeit in der Schweiz.

## Leben
Amin El Dib wurde 1961 als Sohn einer Deutschen und eines Ägypters in Kairo geboren und wuchs ab 1966 in Deutschland in Duisburg auf.
Ab 1983 studierte er an der TU Berlin und schloss sein Studium als Diplom-Ingenieur der Architektur ab.
Zeitgleich beginnt seine intensive Auseinandersetzung mit der Fotografie.
Seit 1992 arbeitet Amin El Dib als freier Fotograf und zeigt seine Werke in Ausstellungen. El Dib arbeitet in umfangreichen Werkgruppen, die ihn oft jahrelang beschäftigen, die sein Leben begleiten und bestimmen. Dazu gehören die Werkgruppen Artaud Mappen, Inszenierte Bildnisse, SchnittBlumenBilder, GelantineSilberLichtKarton, Under Skies of Blue and Grey, Von der Brüchigkeit des Seins. Die thematisch in sich geschlossene Motivreihe, die Serie, bestimmt die künstlerische Arbeit von Amin El Dib von Beginn an. Er fotografiert mit unverwechselbarer Handschrift. Das Aufzeigen von Verwundungen und Vergänglichkeit sind bestimmende Elemente in seinem Werk. Seine Sujets reichen vom Porträt über Stillleben und Landschaften bis zu Reflexionen über Fotografie. Das alles Verbindende ist die bildhaft werdende Fragilität des Seins als Teil des Lebens.
Er ist Gründungsmitglied des Berliner Kunstvereins empty room e.V und seit 2001 ist er Mitglied der Deutschen Fotografischen Akademie.
Seine Arbeiten sind in renommierten öffentlichen Sammlungen vertreten.
Er lebt und arbeitet seit 2003 bei Basel in der Schweiz.

## Werk

### Werkreihen (Auswahl)
- 1988 – 1992 Artaud Mappen
- 1988 – 2002 Inszenierte Bildnisse
- 1998 – 2000 SchnittBlumenBilder
- 2002 – 2006 GelatineSilberLichtKarton
- 2007 – 2014 Under Skies of Blue and Grey
- 2014 – 2016 Von der Brüchigkeit des Seins
- 2018 – 2025 Berliner Momente

## Ausstellungen

### Einzelausstellungen (Auswahl)
- 1992 Weekend Gallery, Berlin
- 1993 Weekend Gallery, Berlin
- 1993 N.Y University – Deutsches Haus, New York
- 1993 Photogalery Mandala, Berlin
- 1994 Weekend Gallery, Berlin
- 1994 Grauwert Galerie und Fabrik Fotoforum, Hamburg
- 1995 Fotogalerie in der Fabrik Heeder, Krefeld
- 1996 Kunstverein Neustedt, Neustedt a. Rbge.
- 1997 Galerie AufZeit, Berlin
- 1997 Weekend Gallery, Berlin
- 1997 Kunsthandel Jo Achim Wenke, Fotogalerie zu den 5ünf Sinnen, Halle (Saale)
- 1998 Lessing Hochschule, Berlin
- 1999 Kunsthandel Jo Achim Wenke, Fotogalerie zu den 5ünf Sinnen, Halle (Saale)
- 2000 Fotogalerie Friedrichshain, Berlin
- 2001 Kunsthandel Jo Achim Wenke, Fotogalerie zu den 5ünf Sinnen, Halle (Saale)
- 2002 Goethe Institute, Kairo und Alexandria
- 2002 Raab Galerie, Berlin
- 2002 Gezira Art Center, Kairo
- 2003 Cubus Kunsthalle, Duisburg
- 2007 Raab Galerie, Berlin
- 2011 25books / peperoni books, Berlin
- 2011 Photoplatz Bogota, Berlin
- 2011 Artificial Image, Berlin
- 2011 Fotomuseum Hirsmüller, Emmendingen
- 2012 BrotfabrikGalerie, Berlin
- 2013 Städtische Galerie Stapflehus, Weil am Rhein
- 2015 25books / peperoni books, Berlin
- 2015 Kommunale Galerie Berlin, Berlin
- 2016 Skulpturhalle Basel, Schweiz
- 2017 11m2, Berlin
- 2018 Elisabeth Schneider-Stiftung, Freiburg i. B.
- 2019 Body and Soul, Haus am Kleistpark, Berlin
- 2019 Some Changes Made, Collection Regard, Berlin
- 2021 Folders, Cracks and Papers, Rencontres de la Photographie d´Arles, Fotohaus, Fondation Manuel Rivera-Ortiz, Arles
- 2022 Artaud Mappen, Collection Regard, Berlin
- 2022 Folders, Cracks and Papers, FotoHaus ParisBerlin und Collection Regard in der Fondation Manuel Rivera-Ortiz – Rencontres De La Photographie, Arles, Frankreich

### Gruppenausstellungen (Auswahl)
- 1989 Gräuliche Fotos, VHS Kreuzberg, Berlin
- 1992 Weekend Gallery Berlin
- 1992 Emotion, Photogalerie Mandala, Berlin
- 1993 Mensch und Tier in der Stadt, Photogalerie Mandala, Berlin
- 1993 Porträt, Fotogalerie in der Schwanenburg, Kleve
- 1994 Weekend Gallery, Berlin
- 1994 Einstellung 25, Raab Galerie, Berlin
- 1995 Weekend Gallery, Berlin
- 1996 Auf Papier... in our empty rooms, Berlin
- 1997 Porträt im 20. Jahrhundert, Raab Galerie, Berlin
- 1997 BerlinBilder, Raab Galerie, Berlin
- 1998 Weekend Gallery, Berlin
- 1998 13 x Fotografie in empty rooms ... empty rooms, Berlin
- 1999 Vom Mythos zum Fragment, Aktphotographien aus der Sammlung der Staatlichen Galerie Moritzburg Halle Landeskunstmuseum Sachsen-Anhalt verschiedene Stationen im In- und Ausland
- 1999 Visitez ma Tente, Hochschule der Künste Berlin / Karl-Hofer-Gesellschaft im Bahnhof Westend, Berlin
- 2000 Pflanzenzauber – Blütenrausch, Altonaer Museum und Fabrik Fotoforum, Hamburg
- 2000 Fotogalerie Friedrichshain, Berlin
- 2001 Marubi 2001, National Gallery of Arts, Tirana, Albanien
- 2001 Calendar! Works on Paper, Studio Tommaseo, Triest, Italien
- 2002 Calendar! Works on Paper, Studio Tommaseo, Triest, Italien
- 2002 Unter Drei, Raab Galerie, Berlin
- 2002 Nach der Natur – Zwischenspiel III, Berlinische Galerie, Berlin
- 2003 Floor Shots, Kunstbunker Tumulka, München
- 2004 Within And Beyond The Wall, York Quay Gallery, Harbourfront Centre, Toronto, Kanada
- 2008 ... einen AUGEN-Blick, bitte!, Kunstverein Bad Salzdetfurth, Bodenburg
- 2008 Foto: Buch, Kasseler Fotoforum, Kunsthochschule, Kassel
- 2009 Regionale 10, Städtische Galerie Stapflehus, Weil am Rhein
- 2009 Schauseiten der Materie – Stillleben in Fotografie und Malerei, Tammen Galerie und Galerie Gaulin & Partner, Berlin
- 2010 Stadt, Land, Fluss, Raab Galerie, Berlin
- 2010 Körpernah – Akte/Nudes, Galerie Tammen und Galerie Gaulin & Partner, Berlin
- 2010 Time, Death & Beauty, The Moving Gallery – Artists’ Cooperative Gallery, Omaha, Nebraska, USA
- 2011 Fortuna, Weekend Gallery, Berlin
- 2011 Flowers, FO.KU.S Stadtforum, Innsbruck, Österreich
- 2011 Blumen – Zeitgenössische Fotografie, Alfred-Ehrhardt-Stiftung, Berlin
- 2012 Wild – Tiere in der zeitgenössischen Fotografie, Artists Cooperative Gallery, Omaha, USA
- 2012 Arabischer Frühling, Weekend Gallery, Berlin
- 2012 FlowerPower, Tokyo Art Museum, Tokio, Japan
- 2013 Begegnung der Bilder – 25 Jahre Sammlung Photographie, Stiftung Moritzburg – Kunstmuseum des Landes Sachsen-Anhalt, Halle an der Saale
- 2014 Ende eines Zeitalters – Künstlerische Praktiken und Techniken analoger Fotografie, Museum Folkwang, Essen
- 2014 Wild – Tiere in der zeitgenössischen Fotografie, Alfred Ehrhardt Stiftung, Berlin
- 2014 Zwischenspielraum, Aufgang West im Kunststandort „Fahrbereitschaft“ der Sammlung Haubrok, Berlin
- 2014 Vom Palazzo aus ..., Kunsthalle Palazzo, Liestal, Schweiz
- 2015 Naturzeichenzeichnen, Alfred-Ehrhardt-Stiftung, Berlin
- 2016 Flaggen, in memoriam Jacques Naoum, Toscana-Kunsthalle, Berlin
- 2017 Freunde des Ateliers – Fotografien aus der Sammlung Kirchner, Atelier Kirchner, Berlin
- 2019 aufgeblüht uns abgelichtet – Blumen in der Fotografie, Galerie Stihl, Waiblingen
- 2019 Voies Off, FOTOHAUS, Collection Regard, Arles
- 2019 1000 Wirklichkeiten – 100 Jahre Deutsche Fotografische Akademie, Haus der Photographie – Deichtorhallen, Hamburg
- 2021 100 + 100 ungleich 400, Regionale 21, FABRIKculture, Hégenheim, France
- 2023 Tiere! Von lammfromm bis fuchsteufelswild, Kunstmuseum Moritzburg, Halle/Saale
- 2023 Au revoir Berlin, Collection Regard, Berlin
- 2023 Corps à corps – Histoire(s) de la photographie, Centre Pompidou, Paris
- 2023 A Door is Ajar, Gustav – Projektraum für zeitgenössische Kunst, Herne
- 2023 Tilt/Shift – Experiment als Normalzustand, Justus-Liebig-Haus Darmstadt & Deutsche Fotografische Akademie

## Sammlungen
- Berlinische Galerie, Landesmuseum für Moderne Kunst, Photographie und Architektur, Berlin
- Fotografische Sammlung am Museum Folkwang, Essen
- Kunstbibliothek, Staatliche Museen zu Berlin, Berlin
- Stiftung Moritzburg, Landeskunstmuseum Sachsen-Anhalt, Halle a. d. S.
- Deutsche Fotografische Akademie
- Deutsches Historisches Museum, Berlin
- Stiftung Stadtmuseum Berlin – Märkisches Museum, Berlin
- Elisabeth Schneider-Stiftung, Freiburg i. B.
- Collection Regard, Berlin
- Collection Marin Karmitz, Paris

## Publikationen (Auswahl)
- brennpunkt – Magazin für Fotografie, Edition dibü, Hrsg. Dieter Bührer, Berlin Februar 1/93
- Photonews – Zeitung für Fotografie, Photonews – Verlag, Hamburg Juni 6/93
- Photographie – Internationales Magazin für Fotografie, Verlag Novapress AG, Schaffhausen März 3/94
- Photographie – Internationales Magazin für Fotografie, Verlag Novapress AG, Schaffhausen September 9/95
- Der Alltag – Im Kino Zeitbuch. Nr. 71 Elefanten, Press Verlag, Berlin März 1996
- Bulletin – Deutsche Fotografische Akademie, April 2002